# São Gonçalo do Amarante (Ceará)
São Gonçalo do Amarante is een gemeente in de Braziliaanse deelstaat Ceará. De gemeente telt 42.962 inwoners (schatting 2009).
De gemeente grenst aan Paraipaba, Paracuru, Caucaia, Pentecoste, São Luís do Curu, Trairi en de Atlantische Oceaan.